# Orquestra Filarmônica da Geórgia
A Orquestra Filarmônica da Geórgia (em georgiano: საქართველოს ეროვნული სიმფონიური ორკესტრი, transl. sakartvelos erovnuli simponiuri ork'est'ri) é a principal orquestra sinfônica da Geórgia, com sede na capital, Tbilisi.
Fundada em 1925 sob o nome de Orquestra Sinfônica da Geórgia (em russo: Грузинский симфонический оркестр), passou a ser conhecida posteriormente como Orquestra Sinfônica Estatal da Geórgia (Государственный симфонический оркестр Грузии). Em 1994, foi renomeada em homenagem ao maestro Evgeni Mikeladze, figura de destaque na cena musical do país durante a década de 1930. Desde 2013, adota oficialmente a designação atual.

## História
A Orquestra Filarmônica da Geórgia foi fundada na cidade de Tbilisi em 1925, tendo como primeiro maestro titular Ivane Paliashvili. Em 1933, foi reconhecida como orquestra nacional da República Socialista Soviética da Geórgia, alcançando o posto de principal corpo sinfônico do país sob a regência de Evgeni Mikeladze. Em 1971, recebeu o título honorífico de "Orquestra Honorária", e, em 1994, passou a homenagear Mikeladze em sua denominação oficial.
Entre os regentes que atuaram com a orquestra destacam-se Grigol Kiladse, Alexander Gauk, Odysseas Dimitriadis, Jansug Kakhidze e Vakhtang Machavariani. Também exerceram o cargo de diretores musicais compositores como Andria Balanchivadze e Aleksi Machavariani.
Desde sua fundação, o repertório da orquestra abrange obras clássicas e estreias mundiais de compositores georgianos. As seis primeiras sinfonias de Giya Kancheli foram estreadas entre os anos de 1968 e 1980. O conjunto realizou turnês internacionais, com apresentações em salas de concerto de destaque, como a Filarmônica de Berlim, o Concertgebouw de Amsterdã, a Salle Pleyel em Paris, o Konzerthaus Berlin, o Palais des Beaux-Arts (BOZAR) de Bruxelas e a Alte Oper de Frankfurt.
Em 2005, a orquestra foi integrada ao Centro Nacional de Música da Geórgia, também conhecido como Centro Mikeladze. O maestro Nikoloz Rachveli assumiu a direção artística no mesmo ano, tornando-se maestro titular em 2007. Em 2013, o centro foi reformulado, promovendo a renovação do corpo artístico com a entrada de músicos jovens. Foi também instituído um conselho artístico composto por Giya Kancheli, Aleksandre Toradze, Paata Burchuladze, Ioseb Bardanashvili e Schalwa Mschwelidse. A partir de então, a orquestra passou a ter o direito de eleger seu diretor artístico. Rachveli foi confirmado na função após a primeira eleição interna.
O repertório da orquestra foi posteriormente expandido para incluir música de cinema, pop e jazz. Em 2014, executou a trilha sonora do filme Simindis k'undzuli. Três anos depois, apresentou-se com a cantora Björk em concertos realizados em Tbilisi, sob a regência de Rachveli. Em 2018, realizou uma turnê à Elbphilharmonie, em Hamburgo, apresentando obras de Rachveli, Serguei Rachmaninoff e Kancheli. A orquestra também dividiu o palco com o cantor de jazz Gregory Porter em Tbilisi.
Em 2017 e 2019, Rachveli e a orquestra foram nomeados Embaixadores da Boa Vontade da UNICEF na Geórgia. No mesmo período, a artista Katie Melua lançou o álbum Album No. 8, com participação da orquestra.
Após a invasão russa da Ucrânia, em 2022, a orquestra participou de concertos beneficentes com obras de compositores ucranianos e georgianos. Em 2024, a orquestra participou do concerto de inauguração da nova sala de concertos Georgian Philharmonic Orchestra Auditorium, com apresentação da Sétima Sinfonia de Beethoven, sob regência de Temur Kvitelashvili.